# Старий Соколув
Старий Соколув (пол. Stary Sokołów) — село в Польщі, у гміні Конське Конецького повіту Свентокшиського воєводства.
Населення — 343 особи (2011).
У 1975-1998 роках село належало до Келецького воєводства.

## Демографія
Демографічна структура на день 31 березня 2011 року:
|          | Загалом | Допрацездатний вік | Працездатний вік | Постпрацездатний вік |
| -------- | ------- | ------------------ | ---------------- | -------------------- |
| Чоловіки | 171     | 33                 | 120              | 18                   |
| Жінки    | 172     | 27                 | 104              | 41                   |
| Разом    | 343     | 60                 | 224              | 59                   |